# HD 50554
HD 50554 — одиночная звезда в созвездии Близнецов на расстоянии приблизительно 102 световых лет (около 31,2 парсек) от Солнца. Видимая звёздная величина звезды — +6,84m. Возраст звезды определён как около 4,58 млрд лет.
Вокруг звезды обращается, как минимум, одна планета.

## Характеристики
HD 50554 — жёлто-белая звезда спектрального класса F8V, или F8. Масса — около 1,158 солнечной, радиус — около 1,132 солнечного, светимость — около 1,497 солнечной. Эффективная температура — около 5935 K.

## Планетная система
В 2002 году командой астрономов у звезды обнаружена планета HD 50554 b.
В 2019 году учёными, анализирующими данные проектов HIPPARCOS и Gaia, у звезды обнаружена планета HIP 33212 c.